# Namanereis serratis
Namanereis serratis är en ringmaskart som beskrevs av Glasby 1999. Namanereis serratis ingår i släktet Namanereis och familjen Nereididae. Inga underarter finns listade i Catalogue of Life.